# 柴田猛 (弓道家)
柴田 猛（しばた たけし、1939年9月9日 - ）は、日本の弓道家。茨城県土浦市出身。範士九段。茨城県弓道連盟名誉会長、國學院大學弓道部 師範。全日本弓道連盟会長、国際弓道連盟会長、茨城県弓道連盟会長を務めた。

## 略歴
- 1964年 - 國學院大學卒業
- 1964年 - 1984年 茨城県公立学校教諭（谷和原村立小絹中学校、茨城県立常北高等学校（現在の茨城県立水戸桜ノ牧高等学校常北校）、茨城県立那珂湊第一高等学校、茨城県立石岡商業高等学校）
- 1984年 - 1989年 茨城県教育委員会 指導主事
- 1994年 - 2000年 茨城県立高等学校校長（日立商業高等学校、石岡商業高等学校、水戸商業高等学校）
- 1995年 - 2018年 全日本弓道連盟 中央講師・審査委員
- 1998年 - 2002年 全国教職員弓道連盟 会長
- 2004年 - 2014年 茨城県弓道連盟 会長
- 2013年 - 2015年 全日本弓道連盟 業務執行理事
- 2014年 - 2015年 全日本弓道連盟 副会長
- 2015年 - 2017年 全日本弓道連盟 会長
- 2015年 - 2017年 国際弓道連盟 会長
- 2018年 - 全日本弓道連盟 審議員

## 戦績
- 1963年 - 全日本学生選手権 第3位
- 1969年 - 全日本教職員弓道選手権大会 優勝
- 1970年 - 全日本教職員弓道選手権大会 優勝
- 1975年 - 全日本教職員弓道選手権大会 優勝、第26回全日本弓道選手権大会 第2位
- 1976年 - 第27回全日本弓道選手権大会 第3位
- 1980年 - 第31回全日本弓道選手権大会 優勝
- 1983年 - 第34回全日本弓道選手権大会 第3位

## 指導歴
- 1964年 - 1967年　茨城県立常北高等学校（現在の茨城県立水戸桜ノ牧高等学校常北校）弓道部顧問・部長
- 1967年 - 1986年　茨城県立那珂湊第一高等学校 弓道部顧問・部長
- 1994年 - 1996年　茨城県立日立商業高等学校 弓道部顧問・部長
- 1989年 - 茨城県立石岡商業高等学校

　※この間、関東大会へ31回、全国高等学校総合体育大会へ23回、全国高等学校弓道選抜大会へ8回など、指導者として多数の実績を残す。
- 1995年 - 2018年、全日本弓道連盟より講師・審査員として全国各地へ派遣。
- 2016年7月・8月、オランダ・アムステルダムにおいて、国際弓道連盟10周年記念事業（オランダ弓道連盟交流演武会・記念祝賀会）ならびにセミナーへ参加。
- 2016年12月、国際交流基金「日露弓道交流講習会」としてロシア・モスクワに講師として派遣され、講演会ならびに講習会を実施。

　ほか、アメリカ・オーストラリア等へ講師・主任講師として派遣される。
- 2006年 - 現在　國學院大學弓道部 師範

## 勲章・表彰・受賞
- 1981年 - 日本スポーツ賞 受賞
- 2004年 - 文部科学大臣教育者表彰 教育功労賞 受賞
- 2009年 - 瑞宝小綬章 受章
- 2017年 - 日本武道協議会 武道功労者表彰[3]

## 著作
- 『私の弓道 : 射技・解説』 （松澤浩二・共著）、2022年、電子書籍のみ[4]

## 寄稿・掲載
- 『マンガ・武道のすすめ』（田代しんたろう・著）　第四章 弓道のすすめ[5]
- 月刊武道 2015年3月号　「私の指導法：第48回」～「長幼の序、報恩感謝、時・所・位」[6]
- CROSS T&T 2016年6月 53号　「競技力と指導力の向上を課題に 伝統文化である弓道界の現状」[7]
- white book「日本の人 かたち」～ザンシンに浮かぶ究極の品格
- 月刊武道 2017年4月号　「各武道代表者インタビュー」[8]
- 月刊致知 2017年8月号　「私の座右銘」～「精神一到何事不成」[9]